# Hofpavillon Hietzing
L'Hofpavillon Hietzing o Padiglione di corte di Hietzing, noto anche come Hofwartesaal (sala di attesa della corte) o Kaiserpavillon (padiglione imperiale) è un edificio storico austriaco situato a Vienna nei pressi del palazzo di Schönbrunn. Era concepito originariamente per l'uso esclusivo da parte dell'imperatore d'Austria Francesco Giuseppe e del suo seguito come sala di attesa e di accoglienza per l'accesso ai treni della Stadtbahn a vapore, in corrispondenza della fermata di Hietzing. Completato nell'aprile 1898 su progetto di Otto Wagner, l'allestimento Jugendstil degli interni fu realizzato su misura per le esigenze dell'imperatore. L'edificio è considerato un'icona del primo modernismo.

## Storia
Nel 1894 Otto Wagner fu incaricato di disegnare l'architettura delle stazioni per la nuova Stadtbahn a vapore, il progetto di infrastruttura cittadina più importante della fine del XIX secolo. Al progetto originale, Otto Wagner volle aggiungere di propria iniziativa personale una stazione speciale ad uso esclusivo dell'imperatore, che non sarebbe stata servita da binari dedicati ma avrebbe condiviso quelli della vicina fermata Hietzing della Stadtbahn. La costruzione venne decisa nel 1897 con la clausola che i costi venissero coperti con i fondi risparmiati durante la realizzazione delle linea ferroviaria e l'edificio fu inaugurato nel 1899. 
In realtà l'imperatore utilizzò il padiglione soltanto in due occasioni: il 16 giugno 1899, per una ispezione alla linea dell'Oberwiental, e il 12 aprile 1902, per una ispezione alla linea del Donaukanal, preferendo per il resto servirsi della stazione di Penzing. Il padiglione imperiale fu comunque utilizzato per le visite da parte di ospiti speciali.
Il 12 novembre 1918, con la fine della monarchia austro-ungarica e la proclamazione della repubblica, il padiglione perse la sua funzione originaria e per lungo tempo fu usato come studio dallo scultore Sepp Haberl-Calo Il 19 febbraio 1945, durante la seconda guerra mondiale, il padiglione fu colpito da una bomba, per poi essere ricostruito; andarono però definitivamente perdute le scale di accesso ai binari della Stadtbahn elettrificata.
Nel 1957 l'edificio fu affittato come spazio espositivo al Museo austriaco dell'industria e del commercio (Österreichische Gesellschafts- und Wirtschaftsmuseum). Nel 1986 l'edificio fu sottoposto a restauro conservativo come monumento storico; al termine dei lavori, il 3 luglio 1989, il padiglione è diventato uno spazio espositivo del Wien Museum.
A seguito di gravi danni da deterioramento, nel 2010 il padiglione e gli edifici adiacenti sono stati chiusi; i lavori di ristrutturazione, finanziati interamente dalla città di Vienna, sono iniziati nel 2012 e il 21 giugno 2014 la struttura ha riaperto al pubblico sempre come sede del Wien Museum. Le superfici e le strutture in gesso del padiglione sono state riportate allo stato come originariamente realizzato da Wagner, utilizzando le antiche tecniche artigianali, mentre le strutture metalliche sono state consolidate e riportate anch'esse al colore verde originale. Al pubblico sono aperte in esposizione permanente la sala d'attesa imperiale, il gabinetto di lavoro dell'imperatore e alcune altre sale.

## Descrizione

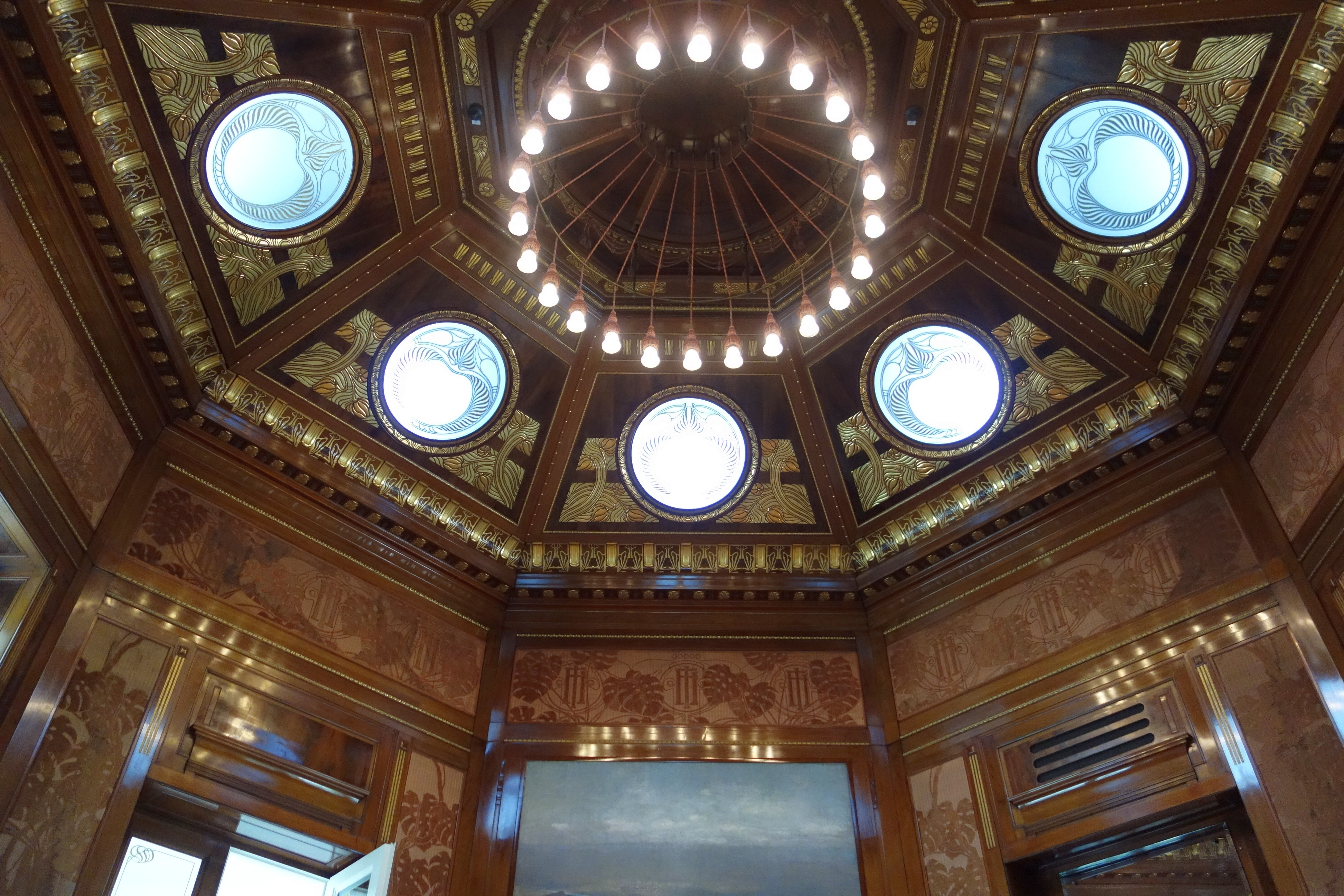
Il soffitto della sala d'attesa ottagonale.

L'edificio è stato concepito secondo i canoni dell'architettura e dell'artigianato modernista ed è caratterizzato da una sintesi degli elementi imperiali tipici come la cupola, il viale delle carrozze, la tettoia, secondo un'estetica formale moderna ed essenziale, di cui sono un esempio le facciate enfaticamente piatte. La copertura del viale delle carrozze presenta le iniziali di Francesco Giuseppe I. La sala d'attesa imperiale si trova al centro dell'edificio, sormontata da una cupola ottagonale in uno stile che richiama gli edifici barocchi del palazzo di Schönbrunn. Ciò può essere interpretato come un'espressione di rispetto dell'architetto Wagner nei confronti dell'imperatore, dato che le altre stazioni ferroviarie cittadine da lui progettate non presentano elementi barocchi.
L'intero edificio, realizzato in ferro, pietra e intonaco, è preceduto da una rampa di accesso e da candelabri in ferro battuto, con una copertura in ferro ornata e vetrata che conduce all'atrio. Wagner ha creato anche una versione particolarmente elegante, con caratteristiche secessioniste, della ringhiera esterna usata per le sue altre stazioni della Stadtbahn. Il salone del padiglione è decorato con carta da parati in seta e con un dipinto monumentale di Carl Moll, già esposto all'Esposizione del Giubileo di Francesco Giuseppe del 1898, che rappresenta la città di Vienna vista da un pallone aerostatico a 3000 m di altezza.